# سوویای دورنگ
سوویای دورنگ (نام علمی: Sovia hyrtacus) نام یک گونه از سرده سوویا است.